# Левитов, Николай Дмитриевич
Никола́й Дми́триевич Леви́тов (17 апреля 1890, Раненбург — 17 февраля 1972, Москва) — советский психолог, доктор педагогических наук, профессор.

## Биография
Николай Дмитриевич Левитов родился 17 апреля 1890 года в городе Раненбург Разянской губернии (ныне Липецкая область) в семье священника.
Окончив Раненбургское духовное училище, продолжил обучение в Рязанской духовной семинарии, после чего был направлен в Петербургскую духовную академию, которую окончил в 1914 году со степенью магистра. Одновременно изучал психологию в Петербургском психоневрологическом институте под руководством А. Ф. Лазурского. с 1914 по 1918 г.г. работал учителем литературы в Рязанской духовной семинарии. С 1918 по 1921 г.г. преподавал психологию и логику в Раненбургском институте народного образования.
С 1921 года Н. Д. Левитов постоянно жил и работал в Москве. В 1921 году был избран проректором Института народного образования в Москве, где преподавал логику и психологию. С 1923 г. работал в лаборатории Центрального института труда, затем с 1925 по 1936 г.г.  возглавлял лабораторию профконсультации Отделения рабочего подростка Института по изучению профессиональных болезней им. Обуха. В этот период познакомился с П. П. Блонским, который ввёл его в кружок психологов и педагогов, объединённых вокруг Н. К. Крупской. Н. Д. Левитов стал членом Государственного учёного совета, председателем которого была Н. К. Крупская.
В 1936 году Н. Д. Левитов защищает кандидатскую диссертацию на тему «Психотехника и профессиональная пригодность». С 1936 по 1938 г.г. работал в Институте политехнического образования психологом биологической группы. С 1938 по 1959 г.г. заведовал лабораторией воли и характера, затем лабораторией психологии личности Института психологии АПН РСФСР. В 1944 году защитил докторскую диссертацию на тему «Проблема характера в психологии».
Работу в научно–исследовательском институте Н. Д. Левитов постоянно совмещал с работой в вузах Москвы. С 1946 по 1958 г.г. был профессором кафедры психологии Московского государственного педагогического института им. В. И. Ленина, с 1958 по 1960 г.г. работал в той же должности в Московском городском педагогическом институте имени В. П. Потёмкина, с 1960 года до конца жизни работал в Московском областном педагогическом институте имени Н. К. Крупской.
Скончался 17 февраля 1972 года. Похоронен на Ваганьковском кладбище.

## Основные труды
- Левитов Н. Д. Психологическая лаборатория и школьная практика. — М., 1923.
- Левитов Н. Д. Психотехника и профессиональная пригодность. — М., 1926.
- Левитов Н. Д. Вопросы психологии характера. — М.: «Издательство Академии педагогических наук РСФСР», 1952.
- Левитов Н. Д. Мать на жизненном пути человека. — Л.: «Общество по распространению политических и научных знаний РСФСР», 1958.
- Левитов Н. Д. Психология труда. — М.: «Учпедгиз», 1963.
- Левитов Н. Д. О психических состояниях человека. — М.: «Просвещение», 1964.
- Левитов Н. Д. Детская и педагогическая психология. — М.: «Просвещение», 1964.
- Левитов Н. Д. Фрустрация как один из видов психических состояний // «Вопросы психологии», 1967, № 6.
- Левитов Н. Д. Психология характера. — М.: «Просвещение», 1969.